# Hans Erasmus von der Pfordten
Hans Erasmus von der Pfordten (14. oktober 1646 – 1710) var en dansk officer af anset sachsisk adelsslægt født på riddergodset Pinnewitz ved Meissen. Han var far til Ulrich Wilhelm von der Pfordten.
Som kun 15-årig kom han til det danske hof, og mens han var page, lod kongen ham lære fyrværker- og artillerikunsten ved Københavns Tøjhus, von der Pfordten blev i 1671 fændrik ved Kongens Livregiment til fods og gjorde derefter et par felttog med under den berømte brandenburgske general Derfflinger. Ved sin hjemkomst blev han i 1675 løjtnant ved Livregimentet og steg under den Skånske Krig rask i vejret ved samme afdeling: 1676 til kaptajn, 1678 til major, 1679 til oberstløjtnant. Efter i et års tid at have fungeret som vicekommandant i citadellet blev von der Pfordten i 1683 oberst og kommandant i Fredrikstad i Norge, 1694 kommandant af Kronborg, 1696 tillige chef for fortifikationsetaten i Danmark, 1699 brigadér og 1708 generalmajor.

## Bedrifter
I fortifikationens udvikling her i landet har han næppe sat varige spor; som kommandant var han, uagtet han ikke kom til at tage direkte del i krigsbegivenhederne, gentagende i nær berøring med disse. Han var således i en ret vanskelig stilling, da en engelsk-hollandsk flåde i juli 1700 løb ind i sundet for at forene sig med den svenske mod den danske flåde, uden at sømagterne officielt havde krig med Danmark, von der Pfordten kunne derfor kun bruge sine kanoner til salut, og mod den svenske hær, der med Karl XII få uger efter gik i land et par mil syd for Kronborg, fik han heller ikke løsnet et skud. Noget lignende var tilfældet 10 år senere under felttoget i Skåne. Den anstrængte virksomhed, som von der Pfordten, der var begyndt at skrante, nu udfoldede for at sætte fæstningen i forsvarsstand og sikre forbindelsen med Helsingborg, var vistnok årsagen til hans død i maj 1710.

## Privat
Som så mange andre af Frederik IV's højere officerer viste han måske ikke synderlig selvstændighed og selvtillid, men han var en tro og pålidelig soldat. Det hus i Helsingør, som kongen havde foræret ham, lod han efter slaget 10. marts indrette til lazaret. von der Pfordten havde i 1683 ægtet Sophie Wissing (født omtrent 1657, død 1715, begravet 28. maj), datter af købmand i København Jens Jensen Wissing. Datteren Else Sophie ægtede Edvard Hammond, død 1711 som stiftamtmand i Bergen.